# Louise-Amélie Panet
Pour les articles homonymes, voir Panet.
Louise-Amélie Panet (ou Louise-Amélie Berczy) est une poétesse et peintre née dans la ville de Québec le 27 janvier 1789.

## Biographie
Fille du juge Pierre-Louis Panet et de Marie-Anne Cerré, éduquée par les Ursulines de Québec et de Montréal, elle poursuit ses études en art avec Jeanne-Charlotte Allamand. En 1819, elle épouse le fils de cette dernière, William Bent Berczy. Le couple s'installe à Amherstburg, dans le Haut-Canada, puis à Québec.
À la mort de sa mère en 1828 elle a hérité avec son frère et ses sœurs du 5ème indivis des seigneuries de Daillebout et Ramsay. En 1832 elle est venue s'installer au manoir de Ste-Mélanie et son mari William Berczy a été nommé agent des seigneuries. En 1849 les propriétaires des seigneuries ont convenu de dissoudre l'indivis, ils ont tiré au sort dans un chapeau 5 parts et Louise-Amélie Panet a obtenu une partie de la seigneurie de Daillebout, un peu moins que la moitié.
Elle meurt à Sainte-Mélanie, à l'âge de 73 ans.
Ses œuvres figurent dans les collections du Musée national des beaux-arts du Québec, du Musée royal de l'Ontario, de l'Université de Montréal et de la bibliothèque publique de Montréal.
Son poème "Quelques traits particuliers Aux saisons du Bas Canada Et aux mœurs De l'habitant de ses Campagnes Il y a quelques quarante ans Mis en vers a été réédité en 2000.
Les portraits de Panet par son beau-père, William Berczy, sont dans les collections des Archives nationales du Canada et du Musée royal de l'Ontario.
La bibliothèque publique de Sainte-Mélanie est nommée en son honneur.